# Fritz Andersen
Johannes Fritz Emanuel Andersen (1829-1910) var en dansk komponist og digter.
Fritz Andersen ernærede sig som musiklærer og skrev både tekster og mindre musikstykker. Han var far til Sophus Andersen.
Han skrev teksten til "I skovens dybe stille ro", hans mest kendte sang, som i mange år fejlagtigt blev tillagt H.C. Andersen

## Musik
- klavermusik for 2 og 4 hænder (over 100 Hæfter)
- romancer og sange
- flere hæfter skolesange
- 4 kantater
- korsange med orkester
- Kolumbus (operette-farce 1893)
- Sange til Prinsessen og det halve Kongerige (Holger Drachmann)
- Ouverture i g mol
- Ouverture i C-dur
- Duet for Sopran og Alt med Orkester
- Kjærlighed ved Hoffet (operette-farce)
- Sonate for Pianoforte og Violin
- Tivolipantomime